# Tanakorn Navanich
Tanakorn Navanich (thailändisch ธนกร น้าวานิช, * 19. September 1996), auch als Kao bekannt, ist ein thailändischer Fußballspieler.

## Karriere
Tanakorn Navanich stand bis Ende 2018 beim Samut Sakhon FC unter Vertrag. Der Verein spielte in der zweiten thailändischen Liga, der Thai League 2. Am 1. Januar 2019 wechselte er zum Lamphun Warriors FC nach Lamphun. Mit dem Verein spielte er in der dritten Liga. Am Saisonende 2020/21 wurde man Meister der Northern Region der dritten Liga und stieg in die zweite Liga auf. Sein Zweitligadebüt gab Thanakorn Nawanich am 5. September 2021 (1. Spieltag) im Heimspiel gegen den Kasetsart FC. Hier stand er in der Starelf und spielte die kompletten 90 Minuten. Lamphun gewann das Spiel durch das Tor von Arthit Sunthornpit in der 2. Minute mit 1:0. Am Ende der Saison feierte er mit dem Verein die Meisterschaft der zweiten Liga und den Aufstieg in die erste Liga. In der Hinrunde 2022/23 kam er in der ersten Liga nicht zum Einsatz. Im Januar 2023 wechselte er auf Leihbasis zum Zweitligisten Kasetsart FC. Für den Bangkoker Verein kam er neunmal in der zweiten Liga zum Einsatz. Nach der Ausleihe kehrte er zu den Warriors zurück. Im Juli 2023 wechselte er auf Leihbasis für eine Spielzeit zum Zweitligisten Chiangmai United FC. Für den Verein aus Chiangmai bestritt er 24 Zweitligaspiele. Nach der Ausleihe kehrte er zu den Warriors zurück. Hier wurde sein Vertrag jedoch nicht verlängert. Ende Juli 2024 unterschrieb er einen Vertrag beim Zweitligisten Trat FC. Nach 14 Ligaspielen für den Verein aus Trat wurde sein Vertrag im Januar 2025 nicht verlängert. Im Januar 2025 verpflichtete ihn der ebenfalls in der zweiten Liga spielenden Pattaya United FC. Nach zehn Ligaspielen für den Verein aus dem Seebad Pattaya wechselte er im Sommer 2025 zu seinem ehemaligen Verein, dem Erstligisten Lamphun Warriors FC.

## Erfolge
Lamphun Warriors FC
- Thai League 3 – North: 2020/21  ▲
- Thailändischer Zweitligameister: 2021/22  ▲